# Anna Bach Valls
Anna Bach Valls   (Moià, 1994) és una enginyera informàtica, matemàtica, dibuixant i divulgadora científica catalana reconeguda per la seva tasca en la promoció de la presència femenina en l'àmbit STEM i la seva participació en missions de simulació marciana.
Va estudiar enginyeria informàtica i matemàtiques a la Universitat de Barcelona. Des del 2020 és analista de dades a la companyia de videojocs Scopely, especialitzant-se en l'anàlisi de producte. Des de llavors també dibuixa per fer divulgació científica a través d'Instagram per tal d'apropar la ciència i la tecnologia a un públic ampli i per visibilitzar el paper de les dones en l'àmbit científic i tecnològic. El seu treball divulgatiu busca normalitzar la presència femenina en professions tradicionalment masculinitzades i crear referents positius dins del món STEM.
L'any 2023, Anna Bach Valls va ser seleccionada com a Back-up Crew Scientist i artista resident a la primera missió del Projecte Hypatia, una expedició catalana a la Mars Desert Research Station (MDRS) al desert d'Utah (Estats Units), que simula les condicions d'una missió tripulada a Mart.
El 2025, Bach Valls assumeix el rol d'oficial executiva i artista resident a la missió Hypatia II, la segona expedició catalana íntegrament femenina a la MDRS. Aquesta missió, formada per nou dones de diferents disciplines científiques i tècniques, té com a objectiu impulsar recerca en sostenibilitat, teledetecció, recollida de mostres geològiques i monitoratge del comportament en situacions d'aïllament, així com visibilitzar referents femenins en la ciència i la tecnologia.